# 김만수 (축구인)
김만수(한국 한자: 金萬壽, 1961년 6월 19일 ~ )는 대한민국의 축구 선수이며, 포지션은 공격수이다.